# 青山乡 (六安市)
青山乡，是中华人民共和国安徽省六安市裕安区下辖的一个乡镇级行政单位。

## 行政区划
青山乡下辖以下地区：
土门店村、芮草洼村、段岭村、宋岗村、百字岗村、黄大桥村、戚塘村、红桥村、青山村、营桥村、铜山村、西岗村、魏庵村、杨湾村、兴隆村、望江村和孙大堰村。